# Nkoabe
Nkoabe est un village du Cameroun, situé dans la commune de Ngomedzap, le département du Nyong-et-So'o et la région du Centre.

## Population
En 1963, Nkoabe comptait 355 habitants, principalement des Ewondo. Lors du recensement de 2005, on y a dénombré 408 personnes. Doté d'une chefferie traditionnelle de 3e degré,cette dernière est tenue depuis plusieurs décennies par Sa Majesté Amougui Ebanda Mathieu de la sous famille Ekound'eda. 

## Personnalités nées à Nkoabe
- Joseph Befe Ateba, évêque de Kribi
- Grégoire Owona, ministre, SGA du comité central du RDPC.
- OTTOU ESSAMA E, André ATANGANA ESSOMBA, Antoine NDONGO ATEDZOE, universitaires ABANDA RAPHAËL Bertrand en service au MINDEF, Bertrand Owono Ndi, directeur des ressources humaines du port autonome de Douala, Jean-Pierre Owona, ingénieur à Camrail, Awoumou DGSN, Batana Landry Martin DGSN, Mr l'Abbé ABANDA Gaspard, Armand Ebanda, Antoine-claude Ayissi, docteur en sciences-politique.